# Folksworth and Washingley
Folksworth and Washingley est une paroisse civile du Cambridgeshire, en Angleterre.